# フランク・W・ボイキン
フランク・ウィリアム・ボイキン・シニア (英:Frank William Boykin, Sr.、1885年2月21日-1969年3月12日） はアラバマ州選出下院議員。

## 生い立ち
アラバマ州ブラドンスプリングスで生まれたボイキンは、正式な教育を受けていなかったが、勤勉さと忍耐力により、木材とテレビン油の事業で成功した実業家になった。第一次世界大戦中、彼はいくつかの造船会社の経営者だった。彼は1924年と1925年のウイスキー裁判で最も著名な被告の一人だった。

## 下院議員
1935年、ジョン・マクダフィー下院議員の裁判官への任命を受けて、ボイキンはモービル第1地区から議会に選出された。 1920年代以降、彼はどの選挙にも投票していなかったため、自分で票を投じるには14年分の逆投票税を支払わなければならなかった。  彼は1936年に再び議席を獲得し、さらに12回再選された。 彼は1943年から1947年まで下院特許委員会の議長を務めた。 彼は1946年にアメリカ合衆国上院の特別選挙で出馬したが、3位で選挙を終えた。

### 市民
ボイキンは、その使命が地区の市民の世話をすることが議員であると考えた。彼の成功により、何百万ドルもの連邦ドルを自分の地区へ導くことができたが、州議会の代表団の他のどのメンバーよりもロールコール票を失ったことで知られもした 。
ボイキンは南部の人種差別を支持したが、彼は投票できなくても黒人の構成員を助けることで評判があった。彼は、 ビル・クリントンの労働長官 アレクシス・ハーマンの父であるアレックス・ハーマンと特に親交を持っていた。 たとえば、彼はハーマンに、1962年のヒルの論争の的となった選挙期間中、モービルエリアで黒人票をJ・リスター・ヒル 上院議員に送るように勧めた。 その選挙でのヒルの6,000票の勝利のマージンは、主にモービルでの激しい黒人の投票によるものと考えられている。
ボイキンは、ブラウン対教育委員会の最高裁判所によって命じられた公立学校の分離の反対に反対した1956年のサウス・マニフェストの署名者であったため、1957年にボイキンは公民権法に反対票を投じた   。彼は、アラバマの議会代表団が1960年の米国国勢調査後に9人から8人に削減されたときに議席を失った。州議会は、どの地区を排除するかについて合意できなかったため、9人の現職者全員が異常な州全体の選挙で互いに対立した。8位の候補者は議員になる一方、最下位の候補者は落選した。ボイキンは8位の第4議会選挙区のケネス・A・ロバーツの100,000票に続いて最下位となった。

## 汚職
ボイキンは1963年7月に陰謀と利益相反で有罪判決を受け 、議会の影響を利用してJ・ケネス・エドリンに対する郵便詐欺の告発を取り消すことにより、陰謀と利益相反罪で有罪判決を受けた。 彼は6か月の保護観察を務め、罰金を科された。 彼は後にロバート・F・ケネディ司法長官による要請で、1965年にジョンソン大統領から全面的な恩赦を受けた。 

## 私生活
ボイキンは、ほぼ56年間、オクロ・ボイキンと結婚していました。彼は頻繁に彼女をだまし、下院で公然と自慢した。彼の息子によると、オクロは夫の多くの不倫についてずっと知っていました。 
ボイキンは1969年にワシントンDCで亡くなりましたが、アラバマ州モービルのパインクレスト墓地に埋葬されています。 

## 参照資料
1. ↑  “Frank William Boykin”. InfoPlease.com. 2007年4月15日閲覧。
2. ↑  Everything's made for love:  series written in 2001 by Mobile Register (now the Press-Register)
3. 1 2 3  Everything's made for love: series written in 2001 by Mobile Register (now the Press-Register)
4. ↑  http://www.govtrack.us/congress/votes/85-1957/h42
5. ↑  “Congressional Biography”. bioguide.congress.gov. 2010年8月23日閲覧。
6. ↑  “Teflon tycoon”. al.com. 2010年8月23日閲覧。
7. ↑  Hodges, Sam (2001年12月16日). “Frank and Ocllo: A 55-year adventure”. Mobile Register 2008年3月18日閲覧。
8. ↑  “Frank William Boykin”. InfoPlease.com. 2007年4月15日閲覧。